# Негерей, Нина Петровна
Нина Петровна Негерей (Данильченко) (род. 3 мая 1958, село Торчин, теперь Коростышевского района Житомирской области) — советская деятельница, новатор сельскохозяйственного производства, мастер машинного доения колхоза имени Мичурина села Торчин Коростышевского района Житомирской области. Избиралась членом ГК ВЛКСМ. Член Ревизионной Комиссии КПУ в 1981—1990 г.

## Биография
Закончила Торчинскую среднюю школу. В 1970-80-х годах — доярка, мастер машинного доения колхоза имени Мичурина села Торчин Коростышевского района Житомирской области.
Член КПСС с 1977 года. Новатор сельскохозяйственного производства, надаивала по 7743 кг молока от коровы. О ее трудовых достижениях информировала документальная лента «Рассветы Нины Негерей», созданный на Украинской студии хроникально-документальных фильмов.
Автор книги «Из школы на ферму» (1983).
Потом — на пенсии в селе Торчин Коростышевского района Житомирской области.

## Награды
- орден Ленина
- орден Трудового Красного Знамени
- ордена
- медали
- лауреат премии Ленинского комсомола